# Weer
Weer é um município da Áustria, situado no distrito de Schwaz, no estado do Tirol. Tem 5,6 km² de área e sua população em 2019 foi estimada em 1.626 habitantes.